# فولينا
فولينا (بالإيطالية: Follina)‏ هي بلدية في مقاطعة تريفيزو بمنطقة فنيتة، شمال إيطاليا. تقع على بعد 60 كيلومترًا (37 ميلًا) شمال غرب مدينة البندقية، و35 كيلومترًا (22 ميلًا) شمال غرب تريفيزو.